# Терминологизация
Терминологизацията и детерминологизацията представляват двата аспекта на взаимодействието (като процес) и на взаимоотношението (като резултат от този процес) между терминологичната и общоупотребимата лексика в рамките на единния книжовен език.
Терминологичната лексика представлява „Съвкупността от термините, терминоелементите и образуваните от тях думи и словосъчетания“ (ТРХН: 439), като под термин разбираме „Дума или словосъчетание, с които се назовават точно определени понятия от областта на науката, техниката, икономиката, стопанството, изкуството, обществено-политическия живот и др. професионални сфери“ (ТРХН: 436), а под терминоелемент – „Всяка значеща единица в състава на термина“ (ТРХН: 437 – 438)., като напр. дума в състава на термин – словосъчетание или корен /основа в състава на термин – производна или сложна дума.
Под терминологизация разбираме „Преосмисляне на отделни общоупотребими думи за нуждите на научното познание, в резултат от което те започват да функционират като термини“ (Попова 1985; ТРХН: 439). Терминологизацията представлява семантична деривация, при която на название от общоупотребимата лексика се дава ново терминологично значение.
Разновидност на терминологизирането е ползването на евфемизъм вместо думата, която би прилягала на желаното понятие.
Евфемизмът е дума или фраза, чрез която говорещият или пишещият възнамерява да избегне дума или фраза, която за слушателя или читателя звучи обидно, раздразнително или обезпокоително.
Думи, първоначално предназначени за евфемизми, могат да загубят евфемистичната си стойност, придобивайки отрицателното значение на думите, които заместват. В някои случаи могат да се използват подигравателно и да станат дисфемизми.